# Jaime Cortesão

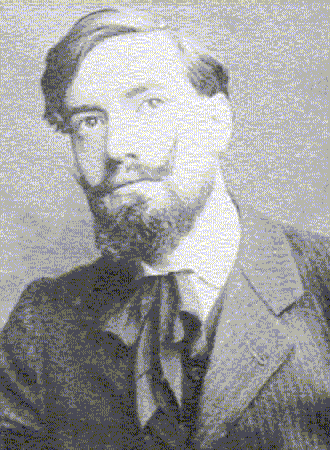
Jaime Cortesão (ca. 1910)

Jaime Zuzarte Cortesão (* 29. April 1884 in Ançã (Cantanhede); † 14. August 1960 in Lissabon) war ein portugiesischer Arzt, Politiker, Historiker und Autor.
Cortesão war nach dem Medizinstudium an der Universität Porto zunächst als Arzt tätig. 1919 wurde er Direktor der Nationalbibliothek in Lissabon. 1921 war er einer der Gründer der Zeitschrift Seara Nova. Als überzeugter Demokrat und Republikaner war er 1926 nach dem Staatsstreich einer der Anführer der Gegenrebellion in Porto im Februar 1927. Nach dem Fehlschlag ging er ins Exil, zunächst nach Frankreich und 1940 nach Brasilien. Erst drei Jahrzehnte später kehrte er nach Portugal zurück, wo er 1960 starb.
Seine Werke handeln vornehmlich von den portugiesischen Entdeckungen in aller Welt und vom kolonialen Brasilien. Er sammelte Volkslieder und gab sie heraus und zeigte sich damit und mit einer Reihe historischer Versdramen als Nachfolger seines Landsmannes Almeida Garrett.

## Werke (Auswahl)
Lyrik:
- 1910: A Morte da águia
- 1923: Divina voluptuosidade
- 1940: Missa da meia-noite

Dramen:
- 1916: O Infante de Sagres
- 1921: Adão e Eva

Sachbücher:
- 1941: O carácter lusitano do descobrimento do Brasil
- 1943: A carta de Pêro Vaz de Caminha
- 1949: Eça de Queiroz e a questão social
- 1960/1962: Os descobrimentos portugueses (2 Bände)

## Auszeichnungen
- 1919: Offizier des Ordens des heiligen Jakob vom Schwert
- 1980: Großoffizier des Freiheitsordens
- 1987: Großkreuz des Ordens des Infanten Dom Henrique (posthum)

| Personendaten    | Personendaten                                      |
| ---------------- | -------------------------------------------------- |
| NAME             | Cortesão, Jaime                                    |
| ALTERNATIVNAMEN  | Cortesão, Jaime Zuzarte (vollständiger Name)       |
| KURZBESCHREIBUNG | portugiesischer Arzt, Politiker, Historiker, Autor |
| GEBURTSDATUM     | 29. April 1884                                     |
| GEBURTSORT       | Ançã (Cantanhede)                                  |
| STERBEDATUM      | 14. August 1960                                    |
| STERBEORT        | Lissabon                                           |